# Soothe My Soul
«Soothe My Soul» (в переводе с англ. — «Облегчи мою душу») — второй сингл с тринадцатого студийного альбома Delta Machine британской группы Depeche Mode и 51-й в дискографии группы. Выпуск сингла на компакт-диске состоялся 13 мая, а на виниле 10 июня 2013 года.
Премьера песни «Soothe My Soul» состоялась 15 марта 2013 года в утреннем шоу на радио BBC 6.

## Музыкальный видеоклип
Чёрно-белый клип на песню, режиссёром которого стал Уоррен Фу, был представлен 28 марта на канале VEVO. Многие издания отнесли видеоряд к категории NSFW, из-за присутствия в видео кадров женской наготы.

## Концертные выступления
Depeche Mode представили песню 11 марта 2013 года на шоу Дэвида Леттермана, а также исполняли её в первой половине The Delta Machine Tour (в общей сложности на 58 концертах). Однако на более поздних выступлениях «Soothe My Soul» заменила «Behind the Wheel».

## Ремиксы
Бывший участник Swedish House Mafia Стив Анжелло присоединился к продюсеру Стюарту Прайсу в работе над ремиксом «Soothe My Soul», премьера которого состоялась на сервисе Soundcloud.
Также на сингле выпущен результат совместной работы гитариста ZZ Top Билли Гиббонса и продюсера Джо Харди
Би-сайдом к основному синглу стал ремикс Майка Леви на последнюю композицию альбома Delta Machine, «Goodbye».
Обладатель «Грэмми», хип-хоп продюсер Майк Дин создал собственный ремикс на песню, не вошедший в сингл.

## Критика
Поклонники группы и критики отметили похожесть звучания «Soothe My Soul» с одной из самых известных песен группы, «Personal Jesus».

## В популярной культуре
В 2013 году песня была использована в качестве саундтрека к трейлеру сериала «Дракула».

## Списки композиций
Слова и музыка всех песен — написаны Мартином Гором.
| №                   | Название                        | Длительность |
| ------------------- | ------------------------------- | ------------ |
| 1.                  | «Soothe My Soul» (Radio Edit)   | 3:57         |
| 2.                  | «Goodbye» (Gesaffelstein Remix) | 3:51         |
| Общая длительность: | Общая длительность:             | 7:48         |

| №                   | Название                                                  | Длительность |
| ------------------- | --------------------------------------------------------- | ------------ |
| 1.                  | «Soothe My Soul» (Steve Angello vs Jacques Lu Cont Remix) | 7:02         |
| 2.                  | «Soothe My Soul» (Tom Furse — The Horrors Remix)          | 4:55         |
| 3.                  | «Soothe My Soul» (Billy F Gibbons and Joe Hardy Remix)    | 5:16         |
| 4.                  | «Soothe My Soul» (Joris Delacroix Remix)                  | 6:56         |
| 5.                  | «Soothe My Soul» (Black Asteroid Remix)                   | 5:35         |
| 6.                  | «Soothe My Soul» (Gregor Tresher Remix)                   | 7:08         |
| Общая длительность: | Общая длительность:                                       | 44:40        |

| №                   | Название                                                  | Длительность |
| ------------------- | --------------------------------------------------------- | ------------ |
| 1.                  | «Soothe My Soul» (Steve Angello vs Jacques Lu Cont Remix) | 7:01         |
| 2.                  | «Soothe My Soul» (Matador Remix)                          | 8:11         |
| 3.                  | «Soothe My Soul» (Destructo Remix)                        | 6:02         |
| 4.                  | «Soothe My Soul» (Gregor Tresher Remix)                   | 7:06         |
| Общая длительность: | Общая длительность:                                       | 28:20        |

## Чарты
| Чарт                           | Позиция |
| ------------------------------ | ------- |
| Ultratop (Валлония)            | 59      |
| Ultratop (Фландрия)            | 60      |
| Mahasz                         | 1       |
| UK Singles Chart               | 88      |
| Media Control Charts           | 22      |
| Billboard Alternative Songs    | 27      |
| Billboard Hot Dance Club Songs | 7       |
| SNEP                           | 45      |